# Rancajawat
Rancajawat is een bestuurslaag in het regentschap Indramayu van de provincie West-Java, Indonesië. Rancajawat telt 4277 inwoners (volkstelling 2010).